# Shanghai Dunlop
Shanghai Dunlop (chiń. 上海鄧祿普女排; pinyin Shànghǎi Dènglùpǔ Nǚpái) – żeński klub piłki siatkowej z Chin. Swoją siedzibę ma w Szanghaju.

## Nazwy klubu
- 1996-2003 Shanghai Cable
- 2003-2009 Shanghai Dongfang
- 2009-2011 Shanghai Dunlop
- 2011-2012 Shanghai Dunlop Guohua Life
- 2012-2014 Shanghai Guohua Life
- 2014-2017 Shanghai Donghao Lansheng
- 2017- Shanghai Bright Ubest

## Sukcesy
Mistrzostwo Chin:
- 1997, 1998, 1999, 2000, 2001
- 2009, 2010, 2012, 2015, 2018, 2020, 2023[1], 2024[2]
- 2008, 2011, 2016, 2019, 2021

Klubowe Mistrzostwa Azji:
- 2000, 2001
- 1999

## Obcokrajowcy w zespole
| Lata gry            | Imię i nazwisko       | Pozycja      |
| ------------------- | --------------------- | ------------ |
| 2024-               | Tainara Santos        | atakująca    |
| 2024-               | Arina Fiedorowcewa    | przyjmująca  |
| 2022-2024           | Samantha Bricio       | przyjmująca  |
| 2019-2022           | Jordan Larson-Burbach | przyjmująca  |
| 2019-2021           | Louisa Lippmann       | atakująca    |
| 2018-2019           | Kelly Murphy          | atakująca    |
| 2018                | Anastasia Guerra      | przyjmująca  |
| 2017-2018 2021-2022 | Kim Yeon-koung        | przyjmująca  |
| 2016-2017           | Helena Havelková      | przyjmująca  |
| 2015-2017           | Sarah Pavan           | atakująca    |
| 2014-2016           | Senna Ušić-Jogunica   | przyjmująca  |
| 2014-2015           | Margareta Kozuch      | atakująca    |
| 2013-2014           | Mary Spicer           | rozgrywająca |
| 2013-2014           | Heather Bown          | środkowa     |
| 2013-2014           | Kinga Kasprzak        | przyjmująca  |